# Hortonville (Wisconsin)
Hortonville ist eine Gemeinde (mit dem Status „Village“) im Outagamie County im US-amerikanischen Bundesstaat Wisconsin. Im Jahr 2010 hatte Hortonville 2711 Einwohner.
Hortonville liegt in der Fox Cities genannten Metropolregion.

## Geografie
Hortonville liegt im Osten Wisconsins, am Südufer des Wolf River, der über den Fox River und den Lake Winnebago zum Einzugsgebiet des Michigansees gehört.
Die geografischen Koordinaten von Hortonville sind 44°20′05″ nördlicher Breite und 88°38′17″ westlicher Länge. Das Gemeindegebiet erstreckt sich über eine Fläche von 9,19 km². Der Ort grenzt im Westen, Norden und Südosten an die Town of Hortonia, im Süden an die Town of Dale und im Osten an die Town of Ellington.
Nachbarorte von Hortonville sind Stephensville (7,1 km nordöstlich), Greenville (9,2 km südöstlich), Appleton (21,4 km in der gleichen Richtung), Fremont (25,4 km südwestlich) und New London (11,6 km nordwestlich).
Die nächstgelegenen größeren Städte sind Green Bay am Michigansee (64,4 km ostnordöstlich), Wisconsins größte Stadt Milwaukee (172 km südsüdöstlich), Chicago in Illinois (322 km in der gleichen Richtung), Rockford in Illinois (266 km südlich), Wisconsins Hauptstadt Madison (178 km südsüdwestlich), La Crosse am Mississippi (259 km westlich), Eau Claire (284 km westnordwestlich), die Twin Cities in Minnesota (407 km in der gleichen Richtung) und Wausau (126 km nordwestlich).

## Verkehr
Der Wisconsin State Highway 15 führt als Hauptstraße durch das Zentrum von Hortonville. Alle weiteren Straßen sind untergeordnete Landstraßen, teils unbefestigte Fahrwege sowie innerörtliche Verbindungsstraßen.
Parallel zum WIS 15 verläuft eine Eisenbahnlinien für den Frachtverkehr der Canadian National Railway (CN).
Die nächsten Flughäfen sind der Outagamie County Regional Airport westlich von Appleton (17,1 km südöstlich) und der Austin Straubel International Airport in Green Bay (54,4 km ostnordöstlich).

## Bevölkerung
Nach der Volkszählung im Jahr 2010 lebten in Hortonville 2711 Menschen in 1045 Haushalten. Die Bevölkerungsdichte betrug 295 Einwohner pro Quadratkilometer. In den 1045 Haushalten lebten statistisch je 2,59 Personen.
Ethnisch betrachtet setzte sich die Bevölkerung zusammen aus 96,9 Prozent Weißen, 0,2 Prozent Afroamerikanern, 0,2 Prozent amerikanischen Ureinwohnern, 1,2 Prozent Asiaten sowie 0,4 Prozent aus anderen ethnischen Gruppen; 1,1 Prozent stammten von zwei oder mehr Ethnien ab. Unabhängig von der ethnischen Zugehörigkeit waren 1,5 Prozent der Bevölkerung spanischer oder lateinamerikanischer Abstammung.
26,9 Prozent der Bevölkerung waren unter 18 Jahre alt, 61,7 Prozent waren zwischen 18 und 64 und 11,4 Prozent waren 65 Jahre oder älter. 50,8 Prozent der Bevölkerung waren weiblich.
Das mittlere jährliche Einkommen eines Haushalts lag bei 64.018 USD. Das Pro-Kopf-Einkommen betrug 25.697 USD. 5 Prozent der Einwohner lebten unterhalb der Armutsgrenze.